# Watkins Incorporated

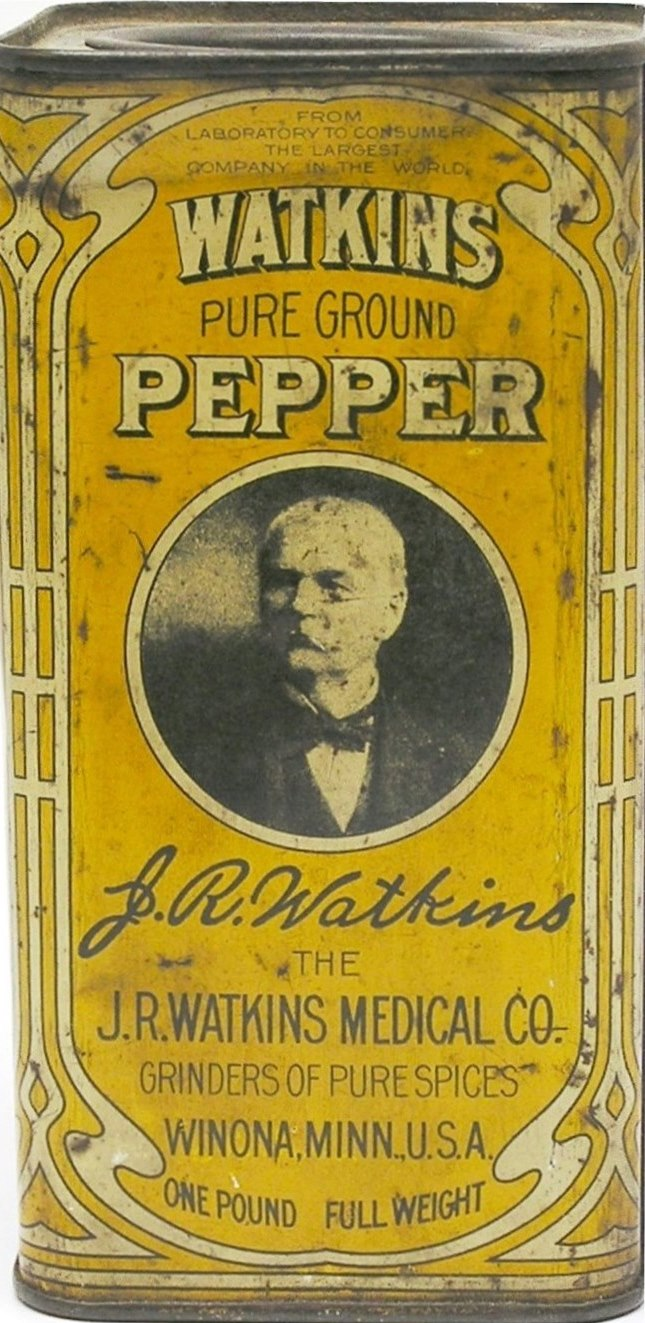
Watkins Pepper – J.R. Watkins, Winona, Minnesota

La Watkins Incorporated è un produttore di rimedi per la salute, prodotti da forno e altri articoli per la casa. Fondata nel 1868, la Watkins Incorporated, che ha sede a Winona, Minnesota, Stati Uniti, utilizza una strategia di marketing omnicanale che include una forza vendita al dettaglio nazionale che si concentra sulla vendita al canale al dettaglio e una forza di vendita indipendente di 25.000 persone che distribuiscono i suoi prodotti.

## Storia
L'azienda fu fondata a Plainview, Minnesota da J.R. Watkins, che aveva iniziato a vendere linimento nel 1868 porta a porta nella parte sud-orientale dello stato. Un anno dopo Watkins introdusse il flacone con il marchio di prova. Stampato nella bottiglia di vetro, a circa un terzo della lunghezza, c'era un segno che mostrava quanto del prodotto un cliente poteva utilizzare e ottenere comunque un rimborso. Sulla bottiglia apparve anche un'etichetta con la frase "Se non sei completamente soddisfatto, i tuoi soldi saranno rimborsati con gioia". Si ritiene che il marchio di prova Watkins sia la prima garanzia di rimborso in America.

### Trasferimento e nuovi prodotti
L'azienda si trasferì a Winona nel 1885 e aggiunse una serie di prodotti alla sua gamma. I materiali da forno tra cui pepe ed estratto di vaniglia furono aggiunti nel 1895 insieme a cannella, zenzero, chiodi di garofano, estratto di menta piperita ed estratto di limone. Tra il 1889 e il 1914, Watkins costruì sei edifici di produzione dietro il Winona Administration Building. J.R. Watkins morì nel 1911. Nel 1914 un importante edificio di dieci piani completò l'aspetto dell'edificio amministrativo. Il Maher’s Administration Building comprendeva una cupola rotonda alta 70 piedi rivestita in foglia d'oro a 24 carati, una facciata in pietra Bedford blu, 224 lucernari in vetro colorato e tre vetrate Tiffany su misura.

### Seconda guerra mondiale e importanti cambiamenti
Durante la seconda guerra mondiale Watkins dedicò il 90% della sua capacità produttiva a sostenere lo sforzo bellico alleato. Per soddisfare i contratti governativi, Watkins produceva uova essiccate, pacchetti di succhi in polvere, compresse di vitamine, germicidi ospedalieri, DDT e polvere insetticida a sostegno dello sforzo bellico.
Durante gli anni '40 Watkins era la più grande società di vendita diretta al mondo, ma presto iniziò a declinare. I dati demografici e le abitudini di acquisto degli Stati Uniti avevano subito importanti cambiamenti nei decenni successivi e l'azienda non riuscì a tenere il passo. Watkins presentato istanza di protezione dal fallimento negli anni '70 e fu acquistato dall'investitore di Minneapolis Irwin L. Jacobs nel 1978.

### Nuovo piano per le vendite
Nel 1996 il figlio di Jacobs, Mark Evan Jacobs, iniziò a rilevare le operazioni quotidiane dell'azienda. Aveva 14 anni quando suo padre acquistò l'azienda e aveva lavorato come venditore Watkins per molti anni. Il giovane Jacobs era un aspirante attore, che appariva in ruoli minori in film come Frenesie... militari e Quei bravi ragazzi, ma si rese conto che la sua carriera di attore non stava avanzando. Da quando prese in mano le redini controllò le spese, introducendo un piano di compensazione potenziato per gli addetti alle vendite, insieme a un ampio studio del marchio che ha portato all'introduzione dei prodotti sugli scaffali dei negozi per la prima volta: antipasti, zuppe, piatti unici, secondi, insalate, pane, bevande, dolci.

### Registro Nazionale Luoghi Storici USA
Il quartier generale Watkins composto di sette edifici a Winona è nel Registro nazionale dei luoghi storici come J.R. Watkins Medical Company Complex. È stato elencato nel 2004 per avere un significato nazionale nei temi dell'architettura, del commercio e dell'industria. È stato nominato per essere il quartier generale di più lunga data della più grande società di vendita diretta della nazione all'inizio del XX secolo e per il progetto in stile Prairie School del suo edificio amministrativo del 1911 dall'architetto George W. Maher. L'ingresso principale comprende una finestra disegnata dall'artista del vetro colorato Louis J. Millet raffigurante il Pan di Zucchero, un punto di riferimento locale.

### La storia di Bill Porter
Nel 2002 la storia di un venditore di Watkins, Bill Porter, fu portata sullo schermo dalla TNT nel film Door to Door, vincitore del premio Emmy nel 2002. Porter ha avuto una carriera di 50 anni con Watkins a Portland, Oregon e ha fatto chilometri di strada a piedi ogni giorno nonostante avesse una paralisi cerebrale. Porter è apparso anche nelle notizie.

### Nuovi cambiamenti
Nel 2017 The Watkins Company vendette le linee di prodotti per la cura della casa, la cura personale e i rimedi da banco alla Swander Pace Capital. La nuova consociata, J.R. Watkins Brands, si concentra esclusivamente sull'assistenza domiciliare, sulla cura della persona e sui rimedi da banco.

### Il Guinness World Record
Nel settembre 2018 la Watkins ha stabilito un Guinness World Record per "Il maggior numero di strati in una torta a strati". La torta che ha raggiunto il record è stata una torta Lady Baltimore con un totale di 260 strati e ha battuto il record precedente di 30 strati. Era alta 1,85 metri. Gli ingredienti includevano 900 uova, 218 chili di zucchero, 68 chili di farina, 46 chili di grasso, 20 chili di burro, 68 chili di olio, 20 chili di latte, 14 chili di acqua, 1.13 chili di sale e 3 chili di Watkins All Natural Estratto di vaniglia da forno. La Watkins incaricò la panetteria Wuollet di Minneapolis di preparare la torta e l'evento da record ebbe luogo presso la sede centrale della Watkins durante la celebrazione del 150º anniversario dell'azienda.

## Galleria d'immagini

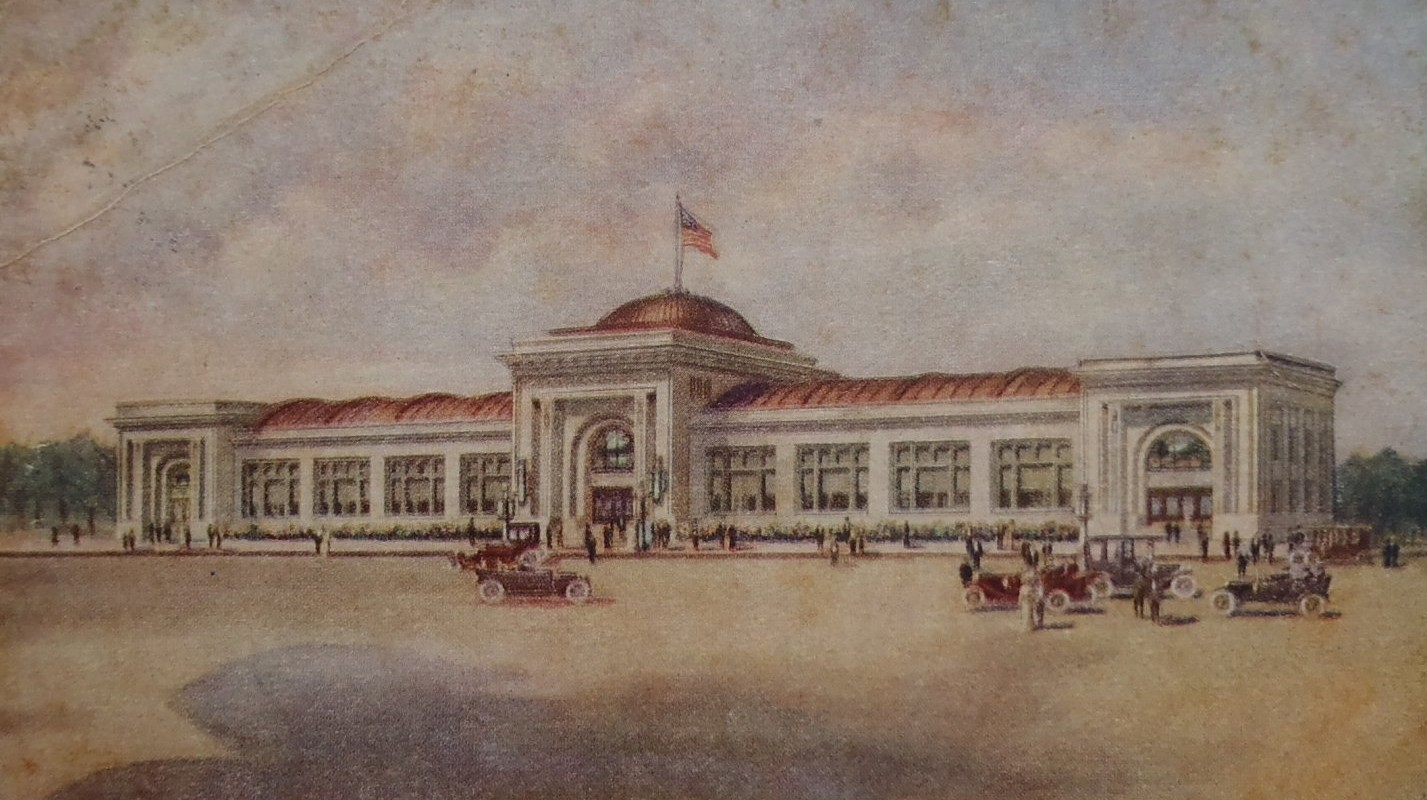
Cartolina del 1915 della Watkins Company del loro edificio amministrativo a Winona
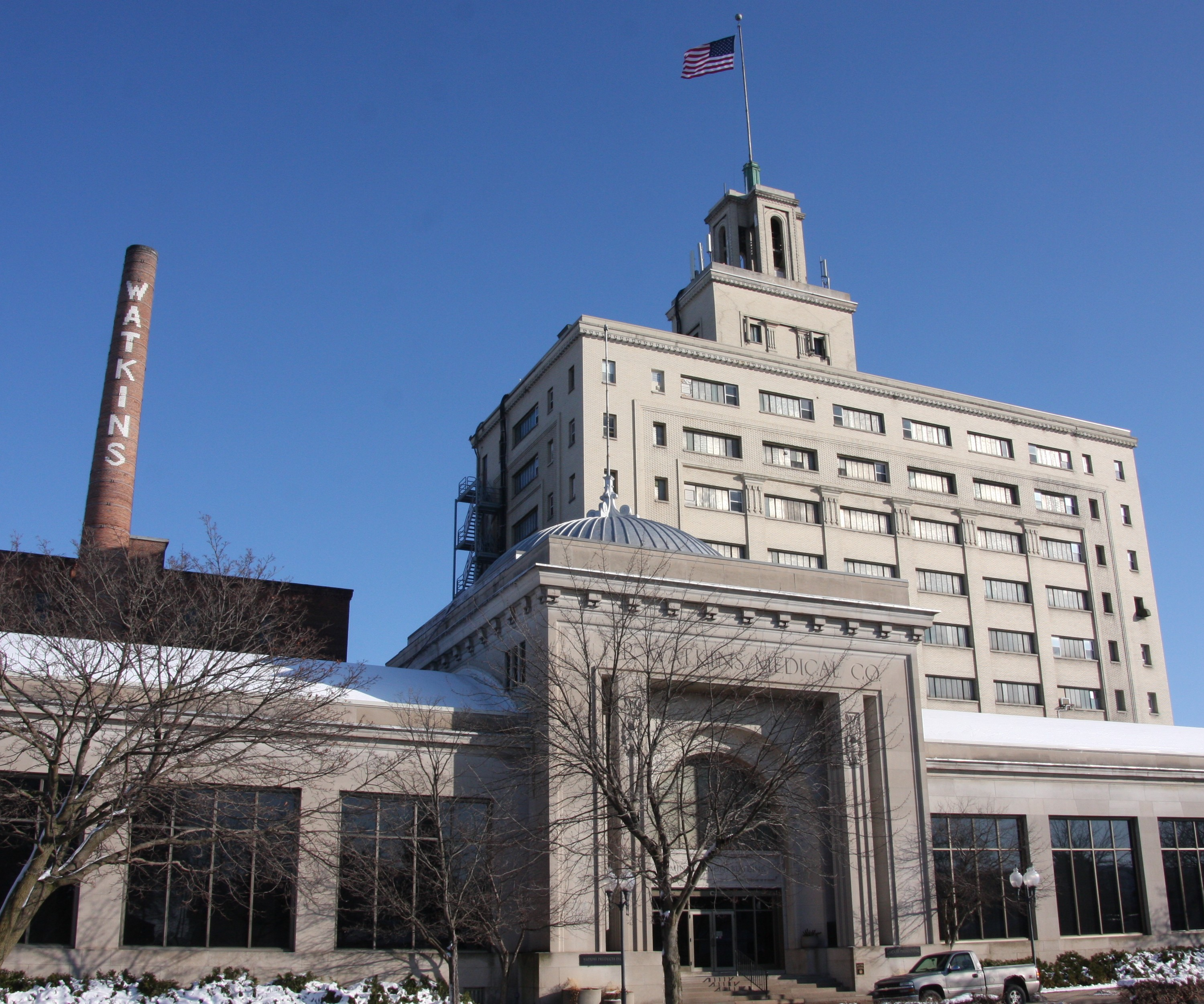
J.R. Watkins Medical Company Complex visto da ovest
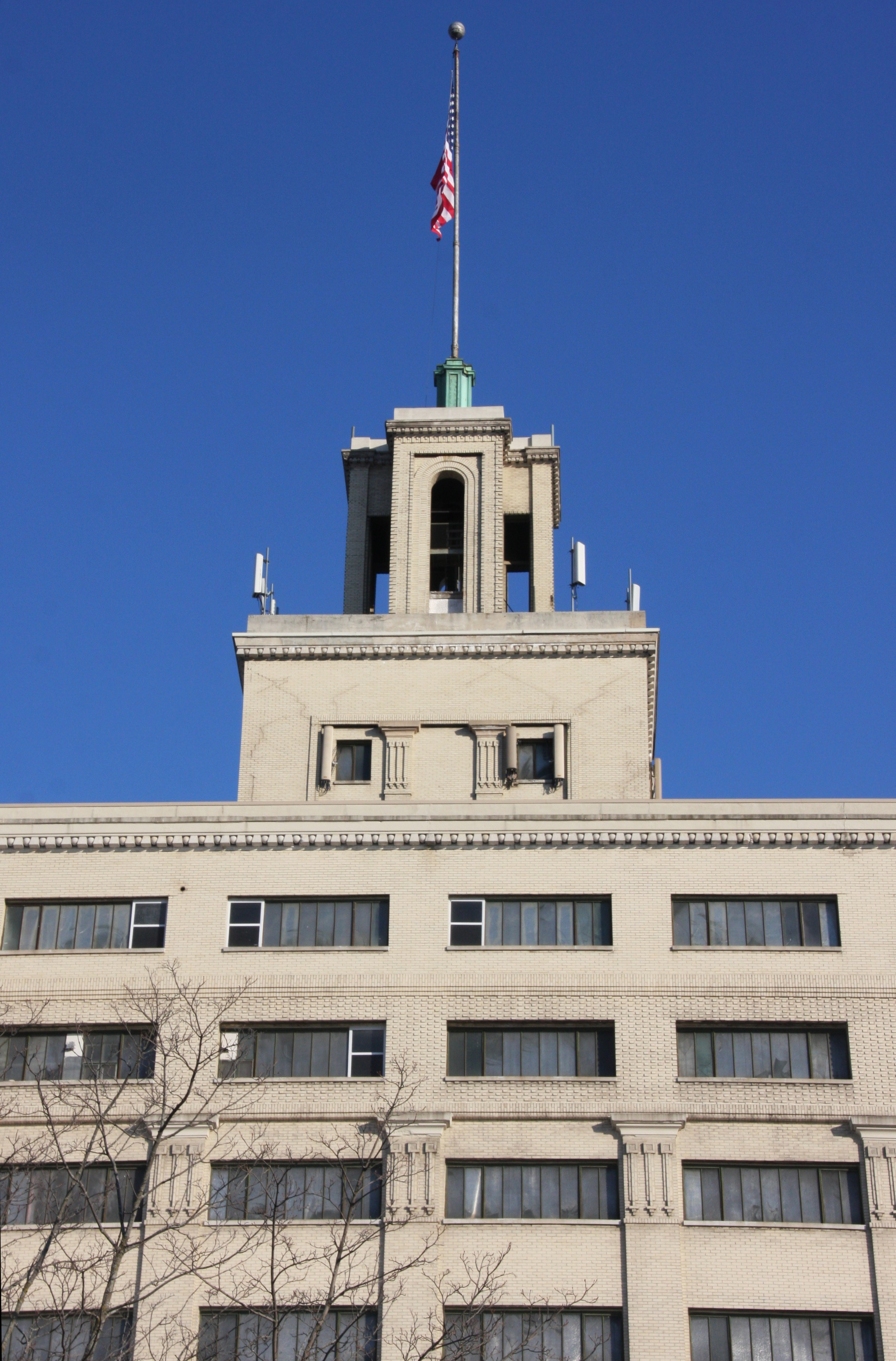
La torre del complesso della J.R. Watkins Medical Company vista da ovest
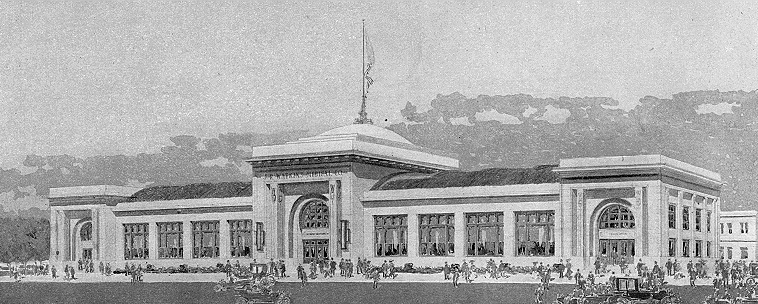
L'edificio amministrativo progettato da George W. Maher per la J.R. Watkins Company
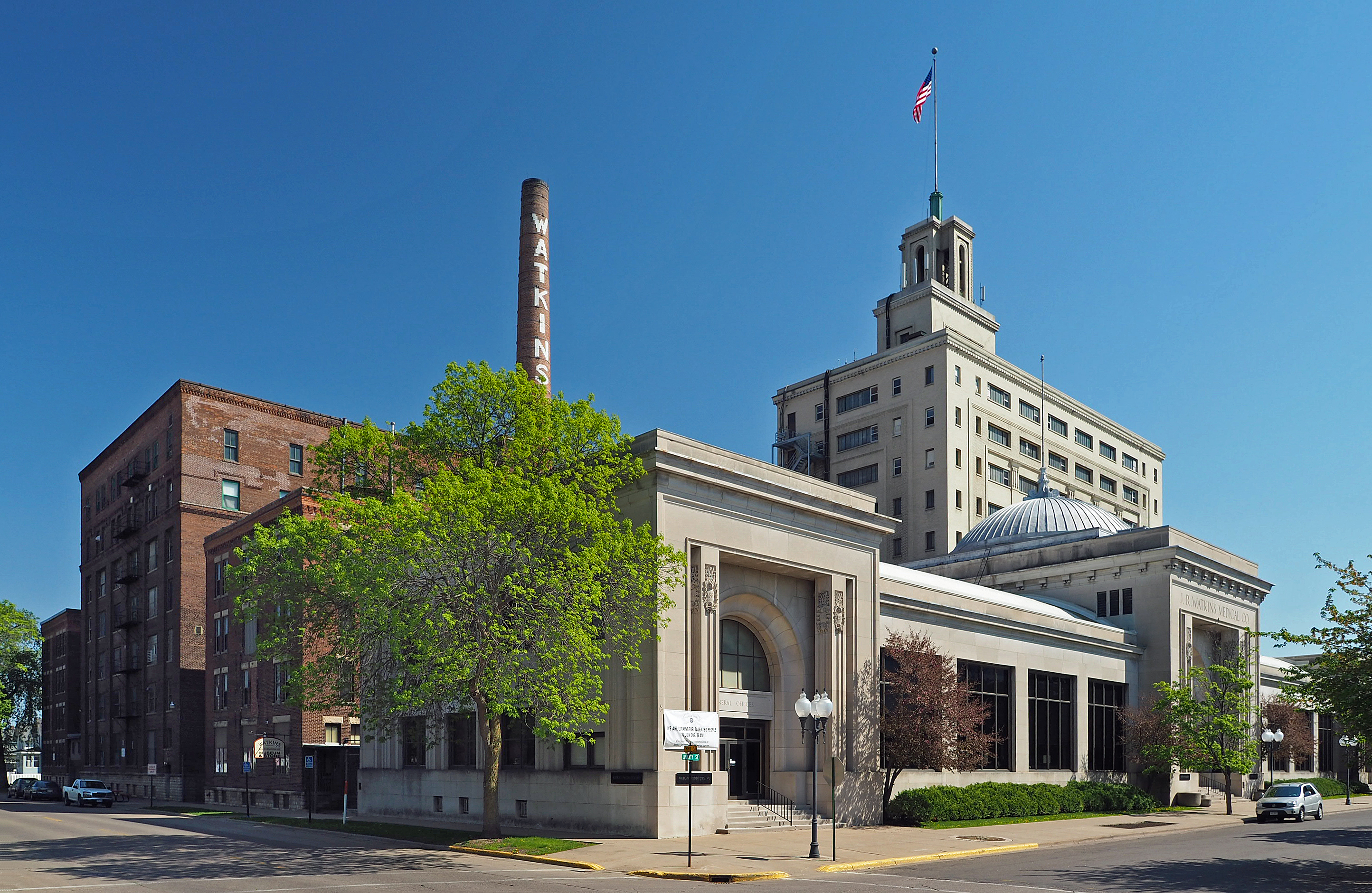
Quartier Generale della J.R. Watkins
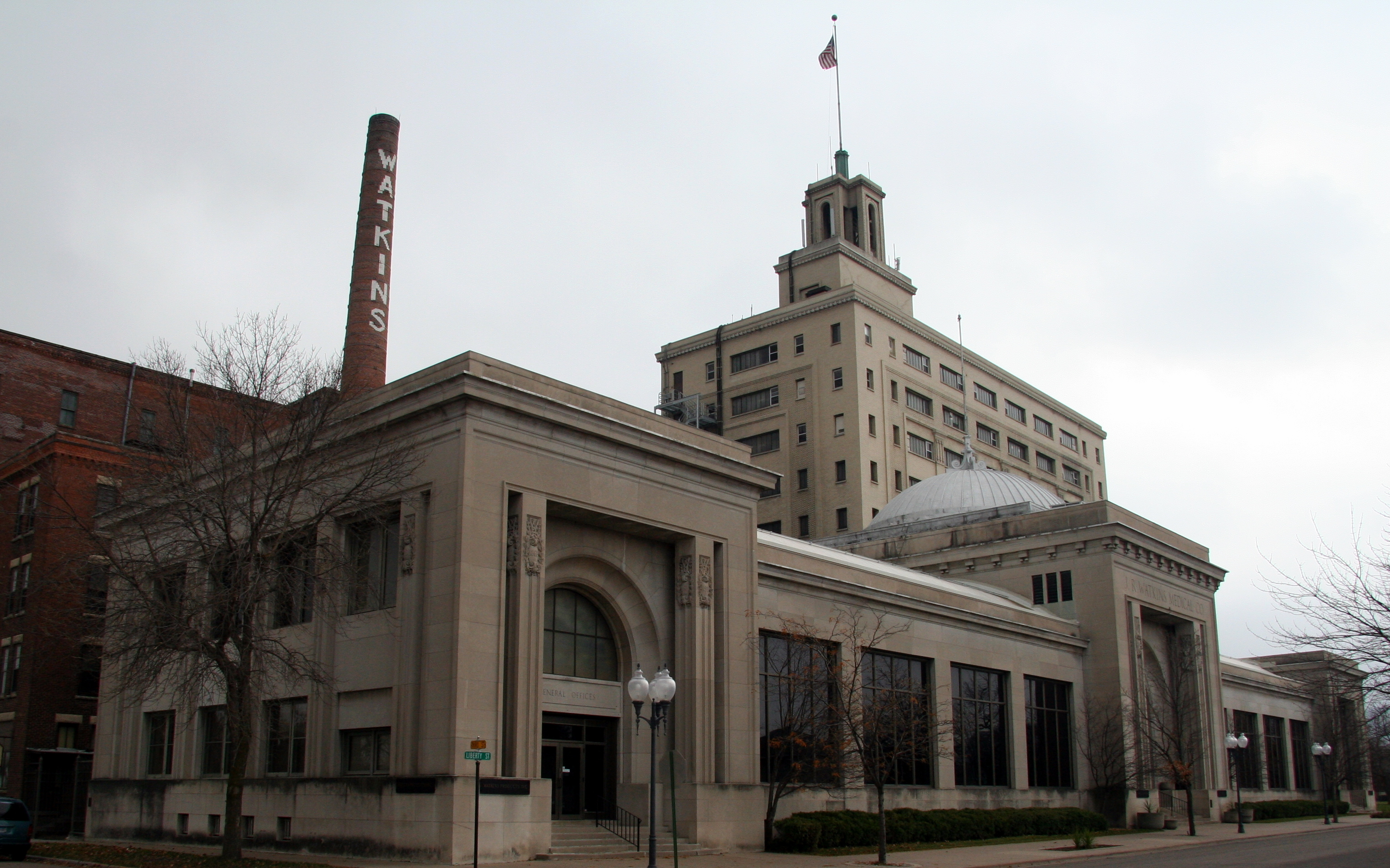
Il J.R. Watkins Medical Company Complex visto dall'incrocio tra East Third e Liberty Street
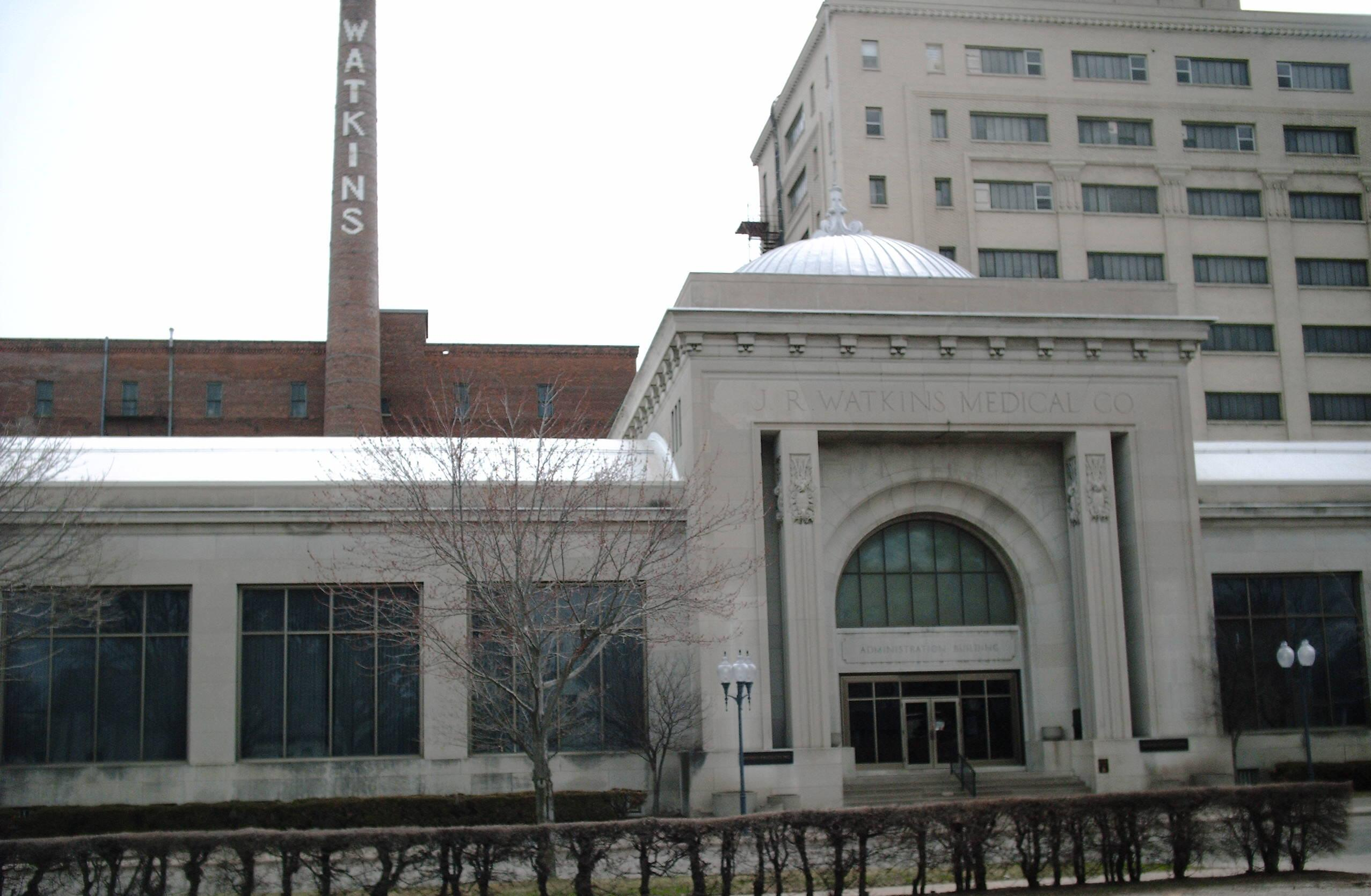
Sede centrale e stabilimento della Watkins Company nel 9 maggio 2006